# Por estas calles bravas
Por estas calles bravas (inglés: Down These Mean Streets) es la autobiografía de Piri Thomas, un puertorriqueño que creció en El Barrio, alias Harlem Hispano, una zona de Harlem en donde vive una comunidad de puertorriqueños grande.  En el libro, observamos a Piri atravesar las primeras décadas de su vida, vive en la pobreza, se une a pandillas, encara el racismo (tanto en Nueva York como en el sur de Estados Unidos), sufre una adicción a la heroína, se mete en el crimen, y acaba en la cárcel. 
Las siguientes áreas han restringido o amenazado con restringir la venta de Por estas calles bravas:
- Salinas, CA
- Teaneck, NJ
- Darien, CT
- El Distrito 25 en Queens, Ciudad de Nueva York, NY
- Long Island

La publicación original del libro fue en 1967, con una segunda publicación en una Edición del Trigésimo Aniversario en 1997, con un nuevo epílogo del autor.  También se produjo una continuación con el nombre 7 Long Times (Siete Largas Veces), que profundiza más los años que el autor pasó encarcelado.

## Números ISBN
- ISBN 0606206361 (encuadernación en tapa dura, 1997)
- ISBN 0679781420 (edición rústica, 1997, Thirtieth Anniversary Edition)
- ISBN 0679776281 Por estas calles bravas (traducción al español)

## Enlaces de interés
- Sitio web oficial de Piri Thomas (en inglés)

- Datos: Q5302871